# Asellus (Asellus) levanidovorum
Asellus (Asellus) levanidovorum is een pissebed uit de familie Asellidae. De wetenschappelijke naam van de soort is voor het eerst geldig gepubliceerd in 1995 door Henry & Magniez.